# Isobactrus ungulatus
Isobactrus ungulatus är en kvalsterart som beskrevs av Bartsch 1975. Isobactrus ungulatus ingår i släktet Isobactrus och familjen Halacaridae. Inga underarter finns listade i Catalogue of Life.